# 1397 Umtata
1397 Umtata este un asteroid din centura principală, descoperit pe 9 august 1936, de Cyril Jackson.